# Ernst Schmidheiny (Industrieller, 1902)
Ernst Schmidheiny (* 16. Juli 1902 in Heerbrugg (Gemeinde Balgach), heimatberechtigt ebenda; † 2. März 1985 in Céligny) war ein Schweizer Industrieller und Gründer der Ernst Schmidheiny Stiftung.

## Leben

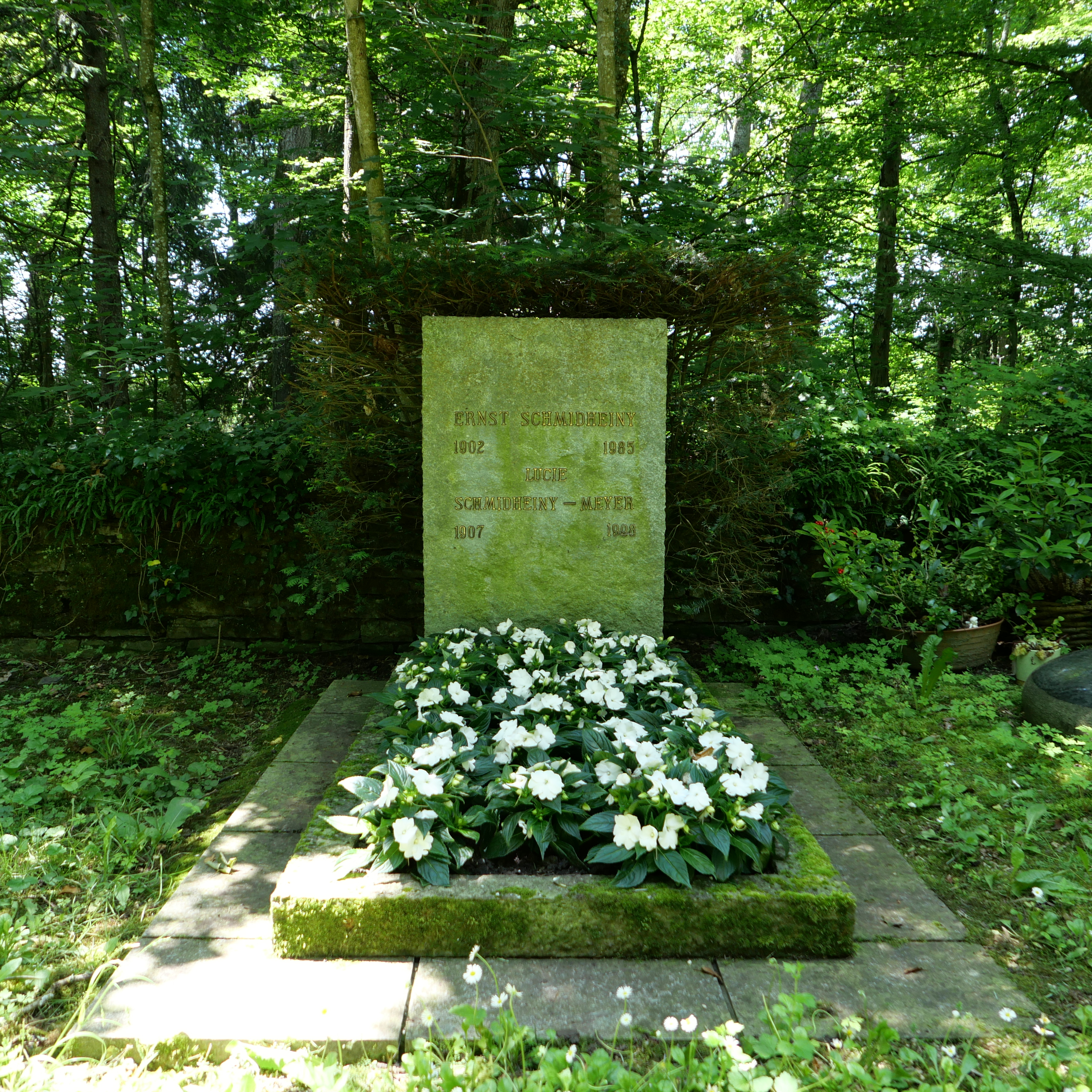
Das Grab im Jahr 2024

Ernst Schmidheiny wurde im Schloss Heerbrugg als Sohn von Ernst Schmidheiny (Industrieller, 1871) und der Vera Kuster, Tochter des Anton, Bankiers, geboren. Sein Bruder ist Max Schmidheiny und sein Onkel ist Jacob Schmidheiny. Er besuchte die Handelsschule Neuenburg und absolvierte ein Praktikum bei der Zementfabrik Holderbank. 1925 heiratete er Anna Maria Gygi, sie ist die Tochter des Adolf Louis Gygi. Seine zweite Ehefrau – Lucie Meyer (1907–1998) – heiratete er 1936, sie ist die Tochter des Johann Eduard Emil. Zur Wahrung der Firmeninteressen zog er 1940 nach Céligny. Dort ist er auf dem Alten Friedhof nur wenige Meter neben Richard Burton begraben. Seine zweite Ehefrau Lucie fand ihre letzte Ruhestätte an seiner Seite.

### Wirtschaft
Technischer Direktor der Zementfabrik Holderbank war er 1924. Schmidheiny war delegierter der Holderbank Financière Glarus AG. Von 1932 bis 1942 war er stellvertretender Vorsitzender im Aufsichtsrat der Eternit Deutschland. Die Leitung des väterlichen übernahm Schmidheiny 1935 zusammen mit seinem Bruder Max Schmidheiny, vor allem als Präsident der Aargauischen Portlandcementfabrik Holderbank-Wildegg AG. Er wirkte auch in den Führungsetagen der Wild-Heerbrugg AG und der Eternit AG Niederurnen. Im gleichen Jahr wurde er Präsident der Eternit AG in Niederurnen. Außerdem war er im gleichen Jahr Delegierter der Portlandcementfabrik Holderbank-Wildegg AG. Im Verwaltungsrat der Schweizerischen Bankgesellschaft saß er 1942. Im Verwaltungsrat der Swissair war er von 1947 bis 1974. Im gleichen Jahr wurde er Präsident bei der Portlandcementfabrik Holderbank-Wildegg AG, von 1958 bis 1965 war er deren Verwaltungsratspräsident. Diese Position übernahm er bei der Holderbank Financière Glarus AG von 1955 bis 1974. Zur Förderung der Interessen der freiheitlichen Marktwirtschaft errichtete er 1972 die Ernst Schmidheiny Stiftung.

### Auszeichnungen und Titel
- 1968 Doktor ehrenhalber der Universität Genf (Dr. h. c.)